# Siergiej Ogolcow
Siergiej (Iwanowicz) Ogolcow (ros. Серге́й Ива́нович Огольцо́в, ur. 28 sierpnia?/10 września 1900 we wsi Kanino w powiecie sanożkowskim w guberni riazańskiej, zm. 26 października 1976 w Moskwie) – funkcjonariusz radzieckich organów bezpieczeństwa: CzeKa/GPU/OGPU/Ludowego Komisariatu Spraw Wewnętrznych/Ludowego Komisariatu Bezpieczeństwa Państwowego/Ministerstwo Bezpieczeństwa Państwowego ZSRR, m.in. pełniący obowiązki ministra bezpieczeństwa państwowego Związku Radzieckiego po aresztowaniu Wiktora Abakumowa, od sierpnia do grudnia 1951 roku; generał porucznik.

## Życiorys
Służbę w radzieckich organach bezpieczeństwa rozpoczął w maju 1918 roku. Przez całe lata dwudzieste piastował różne funkcje dowódcze w CzeKa i (od 1923 r.) w OGPU, m.in. od maja do kwietnia 1920 roku sprawował funkcję sekretarza CzeKa w Charkowie, a od 1923 do 1924 roku pracował jako inspektor wojsk OGPU. Następnie do 1934 roku, służył jako szef Wydziałów Specjalnych w różnych jednostkach Armii Czerwonej i wojsk OGPU.
Po połączeniu wszystkich zarządów Ludowego Komisariatu Spraw Wewnętrznych, działających dotychczas (do 1934 r.) w republikach związkowych w jeden centralny organ Ludowy Komisariat Spraw Wewnętrznych ZSRR i włączeniu w jego struktury dotychczasowego Połączonego Państwowego Zarządu Politycznego OGPU jako Głównego Zarządu Bezpieczeństwa Państwowego, w 1934 roku Ogolcow został przeniesiony (do Głównego Zarządu Bezpieczeństwa Państwowego-NKWD), gdzie następnie od grudnia 1935 do stycznia 1936 roku był szefem sztabu odeskiego oddziału wojsk pogranicznych NKWD.
Od 6 stycznia 1936 do 17 lutego 1938 roku pełnił tę samą funkcję w krymskim oddziale wojsk pogranicznych NKWD, a do marca 1939 roku archangielskiego. W latach 1939–1941 szef zarządu NKWD w Leningradzie, a od marca do lipca 1941 całego obwodu leningradzkiego. Od 28 grudnia 1942 do 7 maja 1943 roku szef zarządu NKWD w Kujbyszewie, a od 7 maja 1943 do 22 marca 1944 roku, całego obwodu. Następnie po zakończeniu II wojny światowej (1945) do grudnia 1946 roku sprawował funkcję zastępcy ludowego komisarza bezpieczeństwa państwowego (od połowy 1946 ministra b.p.) Wsiewołoda Mierkułowa.
26 sierpnia 1951 roku zastąpił (jako pełniący obowiązki) na stanowisku ministra b.p. aresztowanego Wiktora Abakumowa, lecz już w grudniu tego samego roku zastąpił go Siemion Ignatjew. Ogolcow został jego pierwszym zastępcą i szefem II Zarządu Głównego MGB, odpowiedzialnego za kontrwywiad i bezpieczeństwo wewnętrzne.
Aresztowany w kwietniu 1953 roku, w sprawie Ławrientija Berii, zwolniony w sierpniu tego samego roku.

## Odznaczenia
- Order Lenina (21 lutego 1945)
- Order Czerwonego Sztandaru (trzykrotnie – 18 maja 1942, 3 listopada 1944 i 29 października 1948)
- Order Wojny Ojczyźnianej I klasy (dwukrotnie)
- Order Kutuzowa II klasy (8 marca 1944)
- Order Czerwonej Gwiazdy (dwukrotnie – 26 kwietnia 1940 i 20 września 1943)
- Medal jubileuszowy „XX lat Robotniczo-Chłopskiej Armii Czerwonej” (22 lutego 1938)
- Odznaka "Honorowy Pracownik Czeki/OGPU (XV) (29 sierpnia 1936)